# Cory Wong

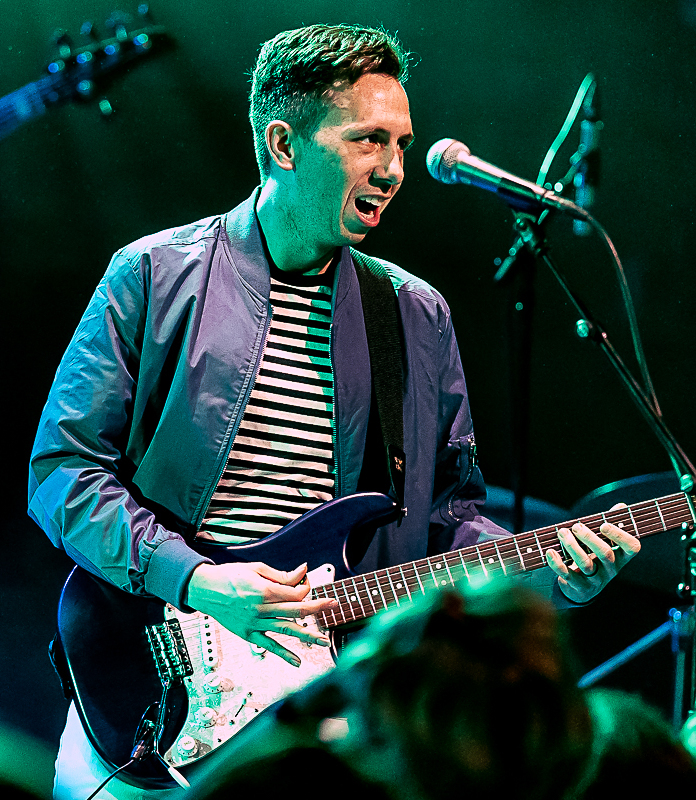
Cory Wong, 2022

Cory J. Wong (* 8. März 1985 in Poughkeepsie, New York) ist ein amerikanischer Gitarrist und Songwriter, der sich vorwiegend in den Genres Jazz und Funk bewegt. Er hat im Laufe seiner Karriere mehrere Solo-Alben veröffentlicht und ist darüber hinaus für seine Arbeit mit Vulfpeck bekannt, mit denen er seit 2016 spielt.

## Werdegang
Wong wuchs in Minneapolis auf und besuchte die University of Minnesota und das McNally Smith College of Music in Saint Paul. Mit 20 Jahren beschloss er, Berufsmusiker zu werden. Der Empfehlung seiner Mentoren und besonders des peruanischen Gitarristen Andrés Prado und des Schlagzeugers von Prince, Michael Bland, weist er seine Wahl der Karriere zu. So habe er bei den Letzteren die Nuancen und den Zusammenhalt in einem Ensemble gelernt.
In den späten 2000ern und frühen 2010ern spezialisierte sich Wong auf Jazzmusik und trat in Jazzclubs in Minneapolis-Saint Paul auf. Er veröffentlichte zwei Platten mit Jazzensembles, Even Uneven im Jahr 2008 und Quartet / Quintet im Jahr 2012. Anschließend trat er regelmäßig als Session-Musiker und Gitarrist in der Musikszene von Nashville auf. Er begann mit Ben Rector zu touren und arbeitete mit diversen Künstlern zusammen, darunter Bryan White, Brandon Heath und Dave Barnes.

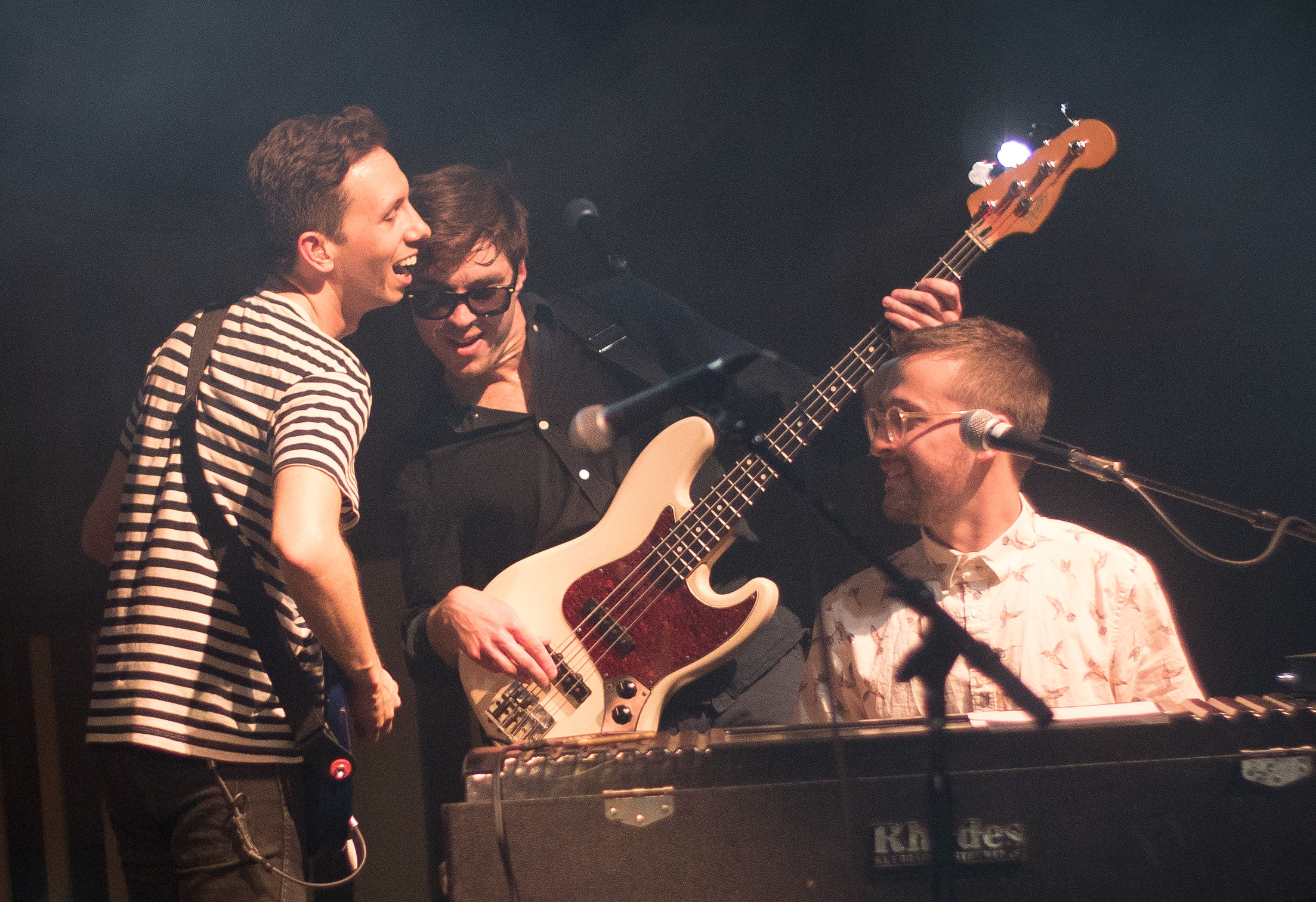
Cory Wong (links) mit Vulfpeck im Mai 2017

2013 traf Wong Mitglieder der in Los Angeles ansässigen Funk-Band Vulfpeck. Er machte eine Jam-Session mit der Band, die später neu aufgenommen und als Cory Wong veröffentlicht wurde. 2016 begann er mit Vulfpeck zu musizieren und zu touren, seitdem sind vier gemeinsame Alben entstanden. Des Weiteren ist er Teil der Instrumental-Band The Fearless Flyers, ein Vulfpeck-spin-off.
2016 veröffentlichte Wong ein sechsspuriges Extended Play und 2017 sein Debüt-Soloalbum Cory Wong and The Green Screen Band. Sein zweites Soloalbum The Optimist wurde 2018 veröffentlicht und erreichte Platz 19 in den US-Jazz-Alben-Charts. Er veröffentlichte 2019 sein drittes Album, Motivational Music for the Syncopated Soul. Jene Alben wurden von unterschiedlichen weiteren Künstlern mitgestaltet. Im Jahr 2020 veröffentlichte Wong sein viertes Soloalbum, Elevator Music for a Elevated Mood, das er als Fortsetzung seines dritten Albums bezeichnete. Für sein Album mit Jon Batiste, Meditations, wurde er 2020 für einen Grammy in der Kategorie Bestes New Age Album nominiert. 2021 entstand das Album Turbo in Collaboration mit der Schwedischen Fusion-Band Dirty Loops.

## Diskografie
- Even Uneven (2008)
- Quartet/Quintet (2012)
- MSP (Part 1) (2016)[15]
- Mr Finish Line (2017) mit Vulfpeck
- Cory Wong and The Greenscreen Band (2017)[16]
- The Fearless Flyers (2018) mit The Fearless Flyers
- The Optimist (2018)[17]
- Hill Climber (2018) mit Vulfpeck
- Live in Minneapolis (2019)
- The Fearless Flyers II (2019) mit The Fearless Flyers
- Live in the U.K. (2019)
- Live on the Lido Deck (Dave Koz Cruise) (2019)
- Motivational Music for the Syncopated Soul (2019)[18]
- Live at Madison Square Garden (2019) mit Vulfpeck
- Elevator Music for an Elevated Mood (2020)[13]
- Live in Amsterdam (2020) mit dem Metropole Orkest
- Meditations (2020) mit Jon Batiste
- Trail Songs: Dusk (2020)
- Trail Songs (Dawn) (2020)
- The Syncopate & Motivate Tour (Set 1) (2020)
- The Syncopate & Motivate Tour (Set 2) (2020)
- The Striped Album (2020)
- The Joy of Music, The Job of Real Estate (2020) mit Vulfpeck
- Cory and The Wongnotes (2021)
- The Golden Hour (2021) mit Dave Koz
- Turbo (2021) mit Dirty Loops
- The Paisley Park Session (2021)
- Vulf Vault 005: Wong's Cafe (2022) mit Vulfpeck
- The Lucky One (2023)
- Starship Syncopation (2024)